# Iris songarica
Iris songarica là một loài thực vật có hoa trong họ Diên vĩ. Loài này được Schrenk miêu tả khoa học đầu tiên năm 1841.